# Вторая книга Еноха
Вторая кни́га Ено́ха — апокрифический текст, вероятная дата создания которого относится к первым векам н. э. В настоящее время полный текст книги сохранился только на церковнославянском языке, отчего также называется Славянская книга Еноха. Иногда памятник называется также Книга тайн Еноха или Славянский апокалипсис Еноха. В книге описывается апокрифическая космогония, в том числе посещение Енохом семи небес и встреча с Богом. В 2009 г. были идентифицированы некоторые важные фрагменты на коптском языке, которые проливают свет на историю текста, и подтверждают связь греческого его оригинала с Египтом.
Необходимо заметить, что с т. н. Первой и Третьей Книгами Еноха данный текст объединяет в основном только имя главного действующего персонажа, то есть это отдельные композиции.

## История текста
Славянский апокриф о Енохе существует в двух основных редакциях - краткой и пространной. В настоящее время ученые считают, что краткая редакция текста первична, а пространная версия более позднего происхождения.
Первые редакторы считали более длинную версию оригиналом. С 1921 г. Шмидт и другие авторы оспаривали эту теорию, считая краткую редакцию более древней. А.Вайан показал в 1952 г., что дополнительные части, найденные только в более длинной версии, используют более поздние термины. Другие ученые предполагают, что обе версии сохраняют оригинальный материал, и постулируют существование трех или даже четырёх редакций.

## Содержание
- Явление к Еноху двух светоносных мужей, которые собираются взять его с собой. Перед путешествием Енох наставляет своих сыновей Мафусаила и Ригима следовать путями, заповеданными Богом. Далее герой возносится с этими мужами, оказывавшимися ангелами, на небеса.
- Первое небо. Место ангелов, правящих движением звёзд, и ангелов, стерегущих хранилища снега, града, облаков и росы.
- Второе небо. Место заточения ангелов, отступивших от Господа. Они просят Еноха помолиться о них.
- Третье небо. Рай, в котором растёт Древо жизни. Однако здесь на севере расположено место для нахождения людей, согрешивших при жизни.
- Четвёртое небо. Место нахождения колесниц Солнца и Луны и ангелов, их обслуживающих.
- Пятое небо. Место пребывания особого класса ангелов — Бодрствующих, которые скорбят о своих братьях, нарушивших заповеди Божьи. Енох успешно призывает их оставить скорбь и возобновить служение Богу.
- Шестое небо. Место нахождения ангелов, управляющих различными аспектами миропорядка. Кроме прочих, здесь находятся ангелы народов, в том числе Феникс, семь херувимов и семь серафимов.
- Седьмое небо. Место престола Бога, окружённого воинством херувимов и серафимов. Господь через архангела Гавриила призывает Еноха к себе, однако от видения Божьего величия герой падает ниц. Тогда Господь через архангела Михаила приказывает ему встать. Михаил облекает Еноха в одежды славы. Далее Господь призывает архангела Веревеила, который даёт Еноху писчие принадлежности и в течение тридцати дней и ночей описывает законы мироздания. После этого Енох встречается с самим Богом, который рассказывает историю сотворения мира[источник не указан 2190 дней].

## Переводы
Текст Второй книги Еноха представлен списками XV-XVIII вв. разных языковых изводов - древнерусскими, среднеболгарскими, и сербскими (включая и славяно-молдавский список).
Первое упоминание о Второй книге Еноха и её славянском тексте было А.В. Горским и К.И. Невоструевым в 1859 г..
В 1869 году А.Н. Попов обнаружил и опубликовал новые отрывки из Книги Еноха. А в 1880 он издал полный текст «Книги о тайнах Еноховых» по рукописи 1679 г. из Полтавы. Это была пространная редакция текста.
Краткую версию впервые опубликовал в 1884 году сербский ученый Стоян Новакович. Он нашёл этот текст в Белграде (Белградская народная библиотека № 151).
В 2009 г. были идентифицированы четыре фрагмента на коптском языке из глав 36–42. Они следуют краткой редакции и связаны со славянским списком «U».
Предварительный взгляд на палеографические критерии этого коптского текста, по-видимому, предполагает дату в восьмом-девятом, а может быть, и в десятом веках н.э. - это раннесредневековый период Нубии. Это может означать, что фрагменты предшествуют принятой дате перевода 2 Еноха на славянский язык (11-й, 12-й века). Значит это примерно на несколько сотен лет старше самого раннего славянского свидетельства текста (14-й век).